# Villa Libertad
Villa Libertad är en ort i Mexiko.   Den ligger i kommunen Fortín och delstaten Veracruz, i den sydöstra delen av landet, 240 km öster om huvudstaden Mexico City. Villa Libertad ligger 729 meter över havet och antalet invånare är 690.
Terrängen runt Villa Libertad är varierad. Runt Villa Libertad är det ganska tätbefolkat, med 100 invånare per kvadratkilometer. Närmaste större samhälle är Córdoba, 8,4 km norr om Villa Libertad. I omgivningarna runt Villa Libertad växer i huvudsak städsegrön lövskog.